# 클릭 KNN 시청자 세상
《클릭 KNN 시청자 세상》은 KNN TV에서 월요일 오후 5시 50분부터 6시까지 방송되는 부산·경남지역 TV 비평 옴부즈맨 프로그램이다.

## 역대 진행자
| 대수 | 진행자          | 진행 기간                        | 비고 |
| ---- | --------------- | -------------------------------- | ---- |
| 1대  | 현승훈 아나운서 | 2018년 5월 7일 ~ 2020년 3월 12일 |      |
| 2대  | 정준희 아나운서 | 2020년 4월 9일 ~ 현재            |      |

## 기획의도
- KNN 프로그램에 대한 시청자들의 날카로운 비평을 수용하고 보다 나은 방송을 위한 대안을 모색해 보는 옴부즈맨 프로그램

## 내용 및 구성
- 월간KNN리포트 : 매달 진행되는 시청자위원회 정기회의 현장을 들여다보는 시간. 방송프로그램 제작과 편성에 대한 비평과 함께 KNN 방송정책을 논의하는 모습을 담는다.
- 뉴스 돋보기 : KNN 뉴스를 심층 분석해 뉴스의 투명성과 공정성을 높이기 위해 준비한 코너
- 시청자의 눈 : KNN 프로그램에 대한 다양한 시청자 의견을 일목요연하게 정리하고 평가하는 코너. 미디어학과 교수, 학생 등 모집단의 현장 모니터링으로 프로그램에 대한 의견을 들어본다.
- 시청자가 간다. 진짜?! : 일일 리포터인 시청자가 프로그램 제작현장을 방문해 제작 현장의 숨은 이야기를 알려준다.

## 경쟁 프로그램
- 탐나는 TV (MBC TV)
- TV비평 시청자데스크 (KBS 1TV)
- 미디어 공감 좋은TV (OBS경인TV)
- 시청자 의회 (JTBC)
- 채널A 시청자 마당 (채널A)
- 열린비평 TV를 말하다 (TV조선)
- 열린TV 열린세상 (MBN)
- YTN 시민데스크 (YTN)
- 미디어 공감 좋은TV (OBS경인TV)
- 열린TBC (TBC)
- G1 열린 TV 시청자 세상 (G1방송)